# Nagły Atak Spawacza
Nagły Atak Spawacza – polski zespół hip-hopowy z nurtu hardcore rap założony w październiku 1994 roku w Swarzędzu. Wtedy też wydali swoje pierwsze demo pod tytułem Anty, nagrane z raperem Peją, które zyskało rozgłos jako diss przeciwko raperowi Liroyowi. 
Album „Brat Juzef” został wydany w 1996 roku przez wytwórnię P.H. Kopalnia, a nagrania odbyły się prawdopodobnie między majem a czerwcem 1996 roku w Studiu Małego Świętego Mikołaja w składzie: Fazi, Kaczmi, Dzwon. Sprzedaż albumu przekroczyła 100 000 egzemplarzy ("Złota Płyta"), co stanowiło wyjątkowy sukces jak na niezależne wydawnictwo tamtej epoki i otworzyło nową perspektywę dla reszty wykonawców rap w Polsce, mimo kontrowersyjnego charakteru albumu. Płyta wywołała szeroką debatę medialną, m.in. za sprawą artykułu „Rap i gwałt” w „Gazecie Wyborczej”, co doprowadziło do kontrowersji wokół granic wolności słowa. Artystycznie, album charakteryzował się mocną warstwą prowokacji i wulgaryzmów. Równocześnie przemycano groteskowy humor i postawy kontrkulturowe inspirowane punkiem. Kolejne krytyczne komentarze pojawiły się m.in. w magazynie „Nie” i w "Playboy".
Pierwszy skład zespołu stanowili: Fazi, Kaczmi i Dzwon, następnie Dzwona zastąpili Kamień oraz Kaczor i Goślina. Na wydanym 22 sierpnia 2009 albumie Dancing u Zenka do zespołu dołączył Kosa i Małpa. Grupa po latach zaczyna grać koncerty, a do składu na stałe dołącza DJ Jaxon. W 2010 zespół opuścili Kosa i Goślina, rok później rezygnuje Fazi. 
W lutym 2010 roku zespół uzyskuje nominację w plebiscycie „Podsumowanie 2009” serwisu Poznanskirap.com w kategorii artysta roku.
W 2012 roku do zespołu powraca na stałe Fazi. Jednocześnie grupę opuszcza Zocha.
Formacja zagrała w filmie Poniedziałek, w którym grają również członkowie zespołu Kaliber 44: Abradab i Joka oraz Bolec i Kukiz.
W 2017 roku zespół miał wznowić działalność w odświeżonym składzie, jednak 20 sierpnia 2017 roku wytwórnia Platinum Records wydała oświadczenie informujące, że do reaktywacji zespołu nie dojdzie z powodu niedoszłego członka składu – Cypisa.
W 2019 projekt został reaktywowany przez Kaczmiego i Małpę, którzy zapowiedzieli premierę nowej płyty na 22 listopada 2019. Ostatecznie płyta Ulepiony świat miała premierę 29 listopada 2019, a gościnnie wystąpili również Fazi i Cypis.
Po 14 latach - 6 grudnia 2023 roku, zespół powraca z albumem zatytułowanym "Szwadron Kamikadze" Najnowszy album to powrót do korzeni hardcore i kontrowersyjnych treści: "Musieliśmy wrócić, bo tu pełno syfu (...)" - rapują w singlu „Kawał historii”.

## Muzyka
Muzyka zespołu to głównie hardcore rap. W niektórych utworach muzycy eksperymentują z muzyką reggae, rapcore, dance, gangsta rap. Nagły Atak Spawacza wspomagali m.in.: Peja, Titus z Acid Drinkers, Emay, DJ 600V, Cienias z W.B.U., Rafi i Koni z Beat Squad, Mad Rappaz, S.E. Sekator, ZKMD36 oraz DJ Soina. Teksty zespołu agresją jako kontrkultura – kierowane m.in. przeciw politykom, Kościołowi, mainstreamowi. Przesiąknięte estetyką punka, inspiracje czerpali z zespołów typu Rage Against the Machine, Biohazard. 
Kompozycje z pierwszych albumów wyróżniają się specyficznym dla zespołu poczuciem humoru oraz ostrymi, bezkompromisowymi tekstami, które stanowią wyraz buntu i kontrkulturowej postawy. Zespół zyskał zainteresowanie również wśród fanów muzyki z gatunków Metal i Punk, przekraczając sztywno narzucony schemat gatunku Rap. Odważne zwrotki, niejednokrotnie uznawane za mocno infantylne, obfitujące masą wulgaryzmów (makabryczne czy erotyczne motywy) szybko przyniosły grupie rozgłos - największy wśród "młodego pokolenia" lat dziewięćdziesiątych. Zespół zbudował swój własny, oryginalny styl, który pomimo upływu 30 lat utrzymał swoją pierwotną formę i zamysł.
Na ostatnich płytach styl zespołu skłania się ku poznańskim grupom hip-hopowym, aczkolwiek nie odcina się całkowicie od nurtu hardcore.

## Członkowie zespołu

### Obecni członkowie
- Krzysztof „Fazi” Milerski (1994–2001, 2006–2011, od 2012) – wokal, słowa, perkusja, gitara, instrumenty klawiszowe, syntezator, produkcja, miksowanie
- Paweł „Kaczmi” Kaczmarek (1994–1997, od 1998) – wokal, słowa, gitara basowa, akordeon
- Krzysztof „Małpa” Dąbrowski (2009–2017, od 2023) – wokal, słowa

### Byli członkowie
- Przemysław „Dzwon” Jaszkowski (1995–1996, 1998–1999) – wokal, słowa, gitara, produkcja
- Andrzej „Kaczor” Werbel (1996–1997) – wokal, słowa, produkcja
- Marcin „Kamień” Kamieński (1996–2007, 2017) – wokal, słowa, produkcja
- Maciej „Zocha” Wysocki (1997–1998, 2009–2012) – wokal, słowa, gitara, miksowanie, mastering, realizacja nagrań
- Maciej „Goślina” Gośliński (1998–2002, 2009–2010) – wokal, słowa
- Grzegorz „Kosa” Kosiński (2009–2010) – wokal, słowa
- Przemysław „DJ Jaxon” Janusz (2009–2017, od 2023) – skrecze

## Dyskografia
Albumy
| Tytuł                         | Dane dot. albumu                                                 | Uwagi                            |
| ----------------------------- | ---------------------------------------------------------------- | -------------------------------- |
| '94                           | - Data: 1994 - Wydawca: brak                                     | demo                             |
| Bluuuurgh                     | - Data: 1994 - Wydawca: brak                                     | nielegal                         |
| Brat Juzef                    | - Data: 10 czerwca 1996 - Wydawca: P.H. Kopalnia                 |                                  |
| Rap i gwałt                   | - Data: październik 1996 - Wydawca: P.H. Kopalnia                | EP                               |
| Psychedryna ’97               | - Data: maj 1997 - Wydawca: R.R.X.                               |                                  |
| 92–97                         | - Data: grudzień 1997 - Wydawca: Fazi Underground Records/R.R.X. | kompilacja                       |
| Ninja Commando 5              | - Data: 10 lipca 1998 - Wydawca: Fazi Underground/R.R.X.         |                                  |
| Zarzyna                       | - Data: 1 września 1999 - Wydawca: Fazi Underground/R.R.X.       |                                  |
| Muzyka 1999 07.15             | - Data: październik 1999 - Wydawca: brak                         | nielegal, wydanie instrumentalne |
| Odyseja 2001                  | - Data: październik 1999 - Wydawca: Fazi Underground/R.R.X.      | kompilacja                       |
| Hip hop, giwery i bulterriery | - Data: 13 października 2000 - Wydawca: Camey Studio             |                                  |
| Podróże na liściu i chmurze   | - Data: sierpień 2001 - Wydawca: Camey Studio                    |                                  |
| 33% G.R.A.T.I.S.              | - Data: 12 lipca 2002 - Wydawca: SPV Records                     |                                  |
| Niepublikowane                | - Data: 11 kwietnia 2003 - Wydawca: R.R.X.                       | kompilacja                       |
| Najlepsze hiciory             | - Data: 24 czerwca 2004 - Wydawca: Fonografika                   | kompilacja                       |
| Powrót Dżedaj                 | - Data: 3 lipca 2006 - Wydawca: 5DYCH RcD's                      |                                  |
| Dancing u Zenka               | - Data: 22 sierpnia 2009 - Wydawca: Fonografika                  |                                  |
| Szwadron Kamikadze            | - Data: 6 grudnia 2023 - Wydawca: SOCV Music                     |                                  |

### Single
| Tytuł           | Rok  | Album           |        |      |   |
| --------------- | ---- | --------------- | ------ | ---- | - |
| Tytuł           | Rok  | Album           | „Anty” | 1995 | — |
| niezatytułowany | 1997 | Psychedryna ’97 |        |      |   |

## Teledyski
| Tytuł               | Rok  | Reżyseria/Realizacja | Album              | Źródło |
| ------------------- | ---- | -------------------- | ------------------ | ------ |
| "Lost Generation"   | 1998 | —                    | Ninja Commando 5   | [ 29 ] |
| "Czujesz jak ja"    | 2002 | Room Pipe Studio     | 33% G.R.A.T.I.S.   | [ 30 ] |
| "Kto tu mieszka"    | 2009 | —                    | Dancing u Zenka    | [ 31 ] |
| "Kawał historii"    | 2023 | Directed by Szymi    | Szwadron Kamikadze | [ 32 ] |
| "Trociny i gruz"    | 2023 | Directed by Szymi    | Szwadron Kamikadze | [ 33 ] |
| "Szumi stara płyta" | 2023 | Directed by Szymi    | Szwadron Kamikadze | [ 34 ] |